# Governador-geral das Baamas
O cargo de governador-geral das Baamas é ocupado pelo representante do monarca das Baamas, ao qual cabe exercer o poder executivo supremo na Comunidade das Nações. Atualmente o monarca das Baamas é o rei Carlos III do Reino Unido e a atual governadora-geral é Cynthia A. Pratt.